# Creations
『Creations』（クリエイションズ）は久松史奈の8thベスト・アルバム。2013年3月20日にテイチクエンタテインメントから発売された。

## 内容
DISC1は2012年11月23日に渋谷 Star Loungeで行なわれた『MAXIII LAUNCH GIG!!』、2012年3月3日に恵比寿天窓.switchで行なわれた『BIRTHDAY LIVE 2012』から精選されたテイクを収録した初のライブ・アルバム。
DISC2は自身が所属しているインディーズレーベルから発売されたアルバムの中から選曲された久松監修・デジタルリマスタリングを施されたものになっている。

## 批評
CDジャーナルは「伸びやかでパワフルなヴォーカルはもとより、表現力、ソングライティングのセンスもうかがわせる仕上がりといえる」と評した。

## 収録曲
全曲　作詞・作曲：久松史奈（特記以外）

### DISC 1（Live in TOKYO 2012）
1. Rockin' Drive
2. 20th Century Star
3. 大っキライだけど愛してる
作詞：久松史奈・鮎川めぐみ　作曲：TSUKASA
4. The Ship Goes Down
5. PRICE MY HEART
6. MAYBE
作曲：野田晴稔
7. WONDERLAND
作曲：安田信二
8. Your Side
9. YOU'VE GOT TO BELIEVE
作曲：鴨井学
10. 東京ロックシティー1999[feat.村上啓介]
作詞・作曲：TOM
11. FOR MY FRIENDS[feat.村上啓介]
作詞・作曲：TOM

### DISC 2（The Best Of CLASHForm）
1. Let it go!
2. Dreamer
3. Again And Again
4. Take it easy
5. Clash Down
6. カルマ
7. Nothing more
8. Soldier
9. A WONDERFUL LIFE
10. Mental Diet
11. Satellite
12. It's my Rock'n'Roll
13. RUN AWAY
14. Guardian Angel
15. ひとつだけ
16. 百ある幻想
17. 天使の休息
作詞：久松史奈・藤生ゆかり　作曲：藤生ゆかり

## レコーディング参加
DISC 1
- 西川進 - ギター(#1 - 7)
- 工士洋史 - ギター(#1 - 7)
- 平元純平 - ベース(#1 - 7)
- ちいた - ドラム(#1 - 7)
- 村上啓介 - アコースティック・ギター(#8 - 11)
- 狩野良昭 - ギター(#8 - 11)
- 惠美直也 - ベース(#8 - 11)
- 安倍元彰 - ドラム(#8 - 11)

DISC 2
- 斉藤律 - ギター
- 水江慎一郎 - ベース
- D.I.E. - ピアノ